# Jagex
Jagex Ltd. (o Jagex Software/JAGeX) es una empresa con sede en Gran Bretaña dedicada a la producción de videojuegos en línea en lenguaje Java. "Jagex" es el acrónimo de Java Gaming Experts. Es conocida por ser la productora del MMORPG, RuneScape, además también administra un servicio gratuito de juego a través de internet llamado FunOrb.

## Historia
Andrew Gower comenzó su actividad bajo el nombre de Jagex en 1999, describiendo Jagex Software como "una pequeña empresa de software con sede en Inglaterra y especializada en producir juegos Java de calidad para páginas web". Ese mismo año, comenzó a trabajar en el MMORPG RuneScape junto a su hermano Paul Gower. RuneScape fue lanzado al público en enero de 2001. En diciembre de ese año, Andrew Gower Constant Tedder fundó Jagex tal y como es conocida actualmente, siendo Constant Tedder el CEO de la empresa.
Un año después de su lanzamiento, RuneScape ya tenía alrededor de un millón de cuentas gratuitas registradas. Los primeros objetivos de la empresa fue crear una versión del juego que tuviese características extra y requería una cuota mensual, pero manteniendo una la versión gratuita, y llegar a acuerdos con empresas para añadir publicidad en el juego. La versión de pago de RuneScape fue lanzada el 27 de febrero de 2002.
Al tiempo que la popularidad de Runescape crecía, también lo hacía Jagex. El 11 de diciembre de 2003, RuneScape tenía 65,000 suscriptores de pago, y Jagex 29 empleados. El 4 de mayo de 2007, RuneScape ya llegaba a tener 6,000,000 de cuentas gratuitas activas y 1,000,000 de jugadores de la versión de pago, mientras Jagex empleaba a 400 personas. 
El 23 de octubre de 2007, Geoff Iddison, CEO en Europa de PayPal, reemplazó a Constant Tedder como CEO de Jagex para aumentar el crecimiento internacional de la empresa. Desde la contratación de Geoff Iddison, Jagex ha aparecido en la prensa más frecuentemente de que lo hacía cuando estaba Tedder. 
El 27 de febrero de 2008, Jagex lanzó FunOrb, una web de minijuegos en línea, y se puede jugar desde cualquier navegador.
El 9 de febrero de 2009, Mark Gerhard (Mod Mmg) es presentado como el nuevo CEO de Jagex, sustituyendo a Geoff Iddison.

## Futuro
En 2008 el CEO de Jagex, Geoff Iddison indicó que RuneScape "será la principal inversión para Jagex durante los próximos 5 años". Jagex ha registrado en Reino Unido marcas comerciales y varios dominios web con el nombre "MechScape". Henrique Olifiers, director de MechScape anunció en el E3 de 2008 que se trata de un nuevo MMO en el que Jagex está trabajando, y esperado para el primer cuatrimestre de 2009. Pero en el sitio fan www.mechscapeworld.com se ha entrevistado a Mod MMG y comentó que el juego ya estaba listo, pero no era lo que ellos buscaban entonces empezaron de vuelta, pero gran parte de la producción va a ser reutilizada.
Jagex, ya ha confirmado el desarrollo de un nuevo MMO llamado "Stellar Dawn", el cual usara el motor gráfico de MechScape.

## 8 Realms
Jagex ha anunciado el desarrollo de un nuevo juego, "8 Realms" un juego de estrategia lento, el cual se sitúa en 8 épocas diferentes, cada una con edificios, unidades, tecnologías diferentes, a diferencia de War of Legends Jagex ha decidido no comprar un juego sino crear uno propio, es el primer juego de Jagex escrito en HTML y como de costumbre se podrá jugar en un navegador sin necesidad de descarga, además está diseñado para funcionar en un Ipad.
El juego entró en la etapa de desarrollo Beta el 5 de mayo de 2011. Jagex retiró del mercado este juego el 1 de julio de 2012.